# La Réincarnation de Khensur Rinpoché
Pour plus de détails, voir Fiche technique et Distribution.
La Réincarnation de Khensur Rinpoché est un film de 1991 du duo Ritu Sarin et Tenzing Sonam. Leur premier documentaire dans ce genre, il a été principalement projeté dans des festivals de cinéma et de télévision en Europe et en Asie du Sud-Est.

## Histoire
Khensur Rinpoché, un grand lama tibétain en exil en Inde, est mort depuis quatre ans. Choenzey, un moine de 47 ans, était son disciple et attend sa réincarnation.
C'est la responsabilité de Choenzey en tant que son disciple le plus proche de trouver sa réincarnation. Il trouve un garçon de quatre ans espiègle mais gentil qui est reconnu par le 14e dalaï-lama  et l'Oracle de Nechung comme la réincarnation de Khensur Rinpoché.
Le film montre la relation qui se noue entre l'ancien disciple et le garçon.

## Répartition des rôles
- Ian Holm : narrateur

## Accueil critique
Bernardo Bertolucci a dit ce qui suit à propos de ce documentaire dans Sight and Sound en avril 1994 :
« Avant de tourner Little Buddha, j'ai vu le film La réincarnation de Khensur Rinpoché de Tenzing Sonam et Ritu Sarin, un joli documentaire sur un moine qui se rend au Tibet, fait passer clandestinement un enfant du Tibet, l'emmène au Dalai Lama et à l'oracle, et on lui dit : oui, c'est la réincarnation de notre maître ».